# III. Rusza

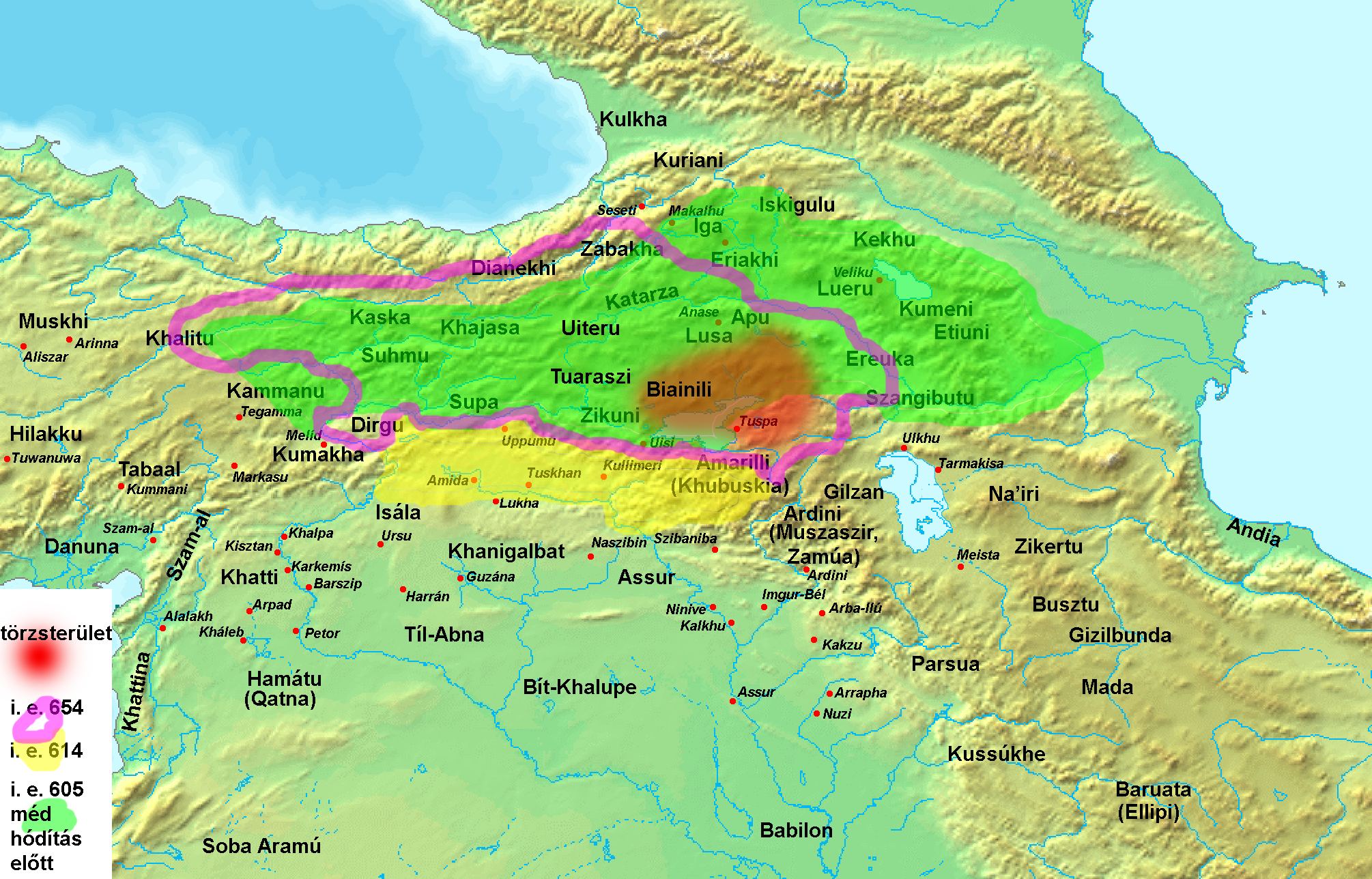
Urartu területváltozásai i. e. 658-tól

(III.) Rusza Urartu királya, Erimena fia. Ezen kívül nagyon kevés tény van, amit biztosan lehet állítani róla.
Erimena fia Rusza Ruszahinili feliratain szerepel, mint az erőd alapítója. A 19–20. században kialakított kronológia szerint Erimena II. Rusza fia lehetett, így II. Rusza unokája a hármas sorszámot kapta. Ez azonban ma már korántsem bizonyos.
II. Rusza az egyik általa építtetett erődnek a Ruszahinili Eidurukai nevet adta, mintegy megkülönböztetésül a korábbi, általa Ruszahinili Kilbanikai néven említettől. Eszerint Kilbanikai már létezett Eidurukai alapításakor, vagyis Erimena fia Rusza korábban uralkodott Argisti fia Ruszánál. E kronológia szerint az I. Rusza vereségét és halálát követő zavaros időkben Erimena trónbitorlóként szerezte meg a hatalmat, amelyet fia, (III.) Rusza örökölt. Ez esetben az öngyilkosságra utaló források is rá vonatkozhatnak, és őt I. Rusza fia II. Argisti, majd Argisti fia II. Rusza követte.